# Ernst May

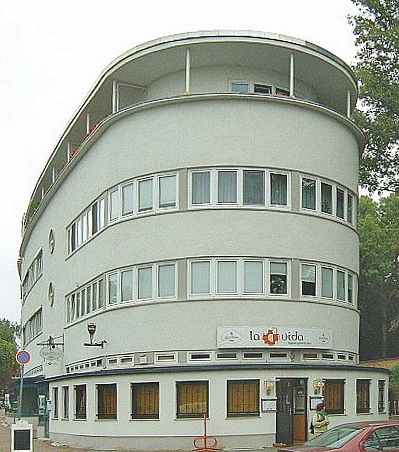
Rundling i Römerstadt i Frankfurt

Ernst May, född 27 juli 1886 i Frankfurt am Main, död 11 september 1970 i Hamburg, var en tysk arkitekt och stadsplanerare. Han arbetade främst i Frankfurt am Main där han bland annat var ansvarig för skapandet av nya bostadsområden 1925-30.
May föreslog inledningsvis i planen för Magnitogorsk idéerna med bandstaden. Han var engagerad i Congrès Internationaux d'Architecture Moderne.